# 태위
고대 중국의 관직명(官職名)인 태위(太尉)는 군사 부문을 담당한 재상(宰相)이다. 현대 정부에서는 국방부 장관에 해당한다. 당시에는 문신이 태위로 주로 임명되었다. 여기서 알 수 있듯, 태위는 실권이 없는 명예직이었으며, 실제 전쟁 업무는 대장군이 수행하였다.
진나라와 전한(서한)에서 삼공(三公)의 하나로서 중책이었지만, 《사기》와 《한서》를 살피면, 승상(丞相)과 어사대부(御史大夫)와 태위는 달리 상설(常設)되지 않았다. 여타 삼공뿐만 아니라 자신 예하에 관아를 설치하고 속관(屬官)을 임의로 임명하는, 소위 개부(開府)가 불허됐다. 전한 무제 건원 2년()에 폐지되었다.
《한서(漢書)》 〈백관공경표(百官公卿表)〉에 의거하면, 그 다음은 大司馬(대사마) 冠(관)을 쓴 장군(將軍)이 태위(太尉)에 해당하는 듯하다. 또한, 한서 〈황패전(黃覇傳)〉을 보면, 태위를 폐지하고서 무(武)를 게휴(憩休)하게 하고 문(文)을 발흥하게 하고자 그 직무를 승상이 겸임하게 했다고 기록되어 있다.
후한 건무 27년(51년) 대사마의 이름을 태위로 바꾸어 태위는 다시 삼공(三公)의 하나가 되었다. 위도 이것을 계승하고 가후 · 종요 등이 태위로서 취임했다.